# Concordia-Sozialprojekte
Die Concordia-Sozialprojekte (Eigenschreibweise in Österreich und Deutschland: CONCORDIA Sozialprojekte; in der Schweiz Stiftung Sozialprojekte Concordia) sind Kinderhilfsorganisationen aus verschiedenen Ländern, die entweder als Verein oder Stiftung organisiert sind. Organisationen unter diesem Namen existieren in Österreich (Wien), Rumänien, Bulgarien, der Republik Moldau, Deutschland (Stuttgart), dem Kosovo und der Schweiz (Zug).
Jedes Jahr betreut die multinationale Organisation insgesamt an die 15.000 Kinder und Jugendliche mit über 550 Mitarbeiter (Stand 2023).

## Geschichte
Nach dem Fall des Eisernen Vorhangs und dem Ende des Ceaușescu-Regimes in Rumänien wurden die katastrophalen Zustände in den staatlichen Kinderheimen international bekannt. Kinder flüchteten aus diesen Einrichtungen und lebten auf der Straße, in Bahnhöfen oder der Kanalisation in Bukarest. 1991 erhielt P. Georg Sporschill SJ vom Jesuitenorden den Auftrag, nach Rumänien zu gehen, um sich um die Straßenkinder in Rumänien zu kümmern. Ein Haus an der Piață Concordiei, dem Concordia-Platz, wird namensgebend für diese noch junge Sozialhilfeorganisation.
Zu Beginn mussten vor allem für die Grundbedürfnisse – ein Dach über dem Kopf, saubere Kleidung, eine warme Mahlzeit – gesorgt werden. Langfristig war mehr Hilfe vonnöten, da viele Kinder und Jugendliche traumatische Erfahrungen gemacht hatten, von den Eltern getrennt waren, von einem Heim ins nächste geschoben wurden. Mit Sport, Musikprogramme und kreative Aktivitäten wurden in den Anfangsjahren das Vertrauen der Kinder gewonnen, aber auch ihr Selbstvertrauen gestärkt.
Concordia-Sozialprojekte eröffnete mehrere Häuser, in denen Kinder in familienähnlicher Gemeinschaft aufwachsen konnten, ebenso Sozialzentren und die ersten Lehrwerkstätten für Jugendliche. Kinder und Jugendliche wurden auf dem Weg in die Selbstständigkeit begleitet durch psychologische Betreuung, verlässliche Bezugspersonen und einen regelmäßigen Schulbesuch. Weiters bekamen sie eine passende Ausbildung und Unterstützung bei der Jobsuche.
2004 ging Concordia-Sozialprojekte in die Republik Moldau. Da viele Menschen auf der Suche nach Arbeit das Land verließen, blieben Kinder und alte Menschen allein zurück. Mit einem Netz aus Sozialzentren und Suppenküchen half Concordia mit Mahlzeiten, Brennholz im Winter, Nothilfe und einfach menschlicher Wärme. Für zurückgelassene Kinder gibt es verschiedene Unterbringungsmöglichkeiten, wie ein Krisenzentrum für rasche Hilfe, Jugendwohngruppen, Studenten-Wohngemeinschaften und Concordia-Familienhäuser, in denen maximal sieben Kinder von Pflegeeltern betreut werden. Einkommensschaffende Maßnahmen helfen Kleinbauern, zumindest so viel Ertrag zu erwirtschaften, dass die Familien über den Winter kommen und die Eltern nicht ins Ausland gehen müssen.
2008 ging Pater Markus Inama SJ nach Sofia, um in einem ehemaligen Getreidespeicher ein Sozialzentrum zu etablieren. So entstand Concordia Bulgarien, das sich besonders den Roma-Familien in den von Armut betroffenen Siedlungen (sogenannten Mahalas) annimmt. Das Müllsammeln ist oft ihre einzige Einnahmequelle. Sveti Konstantin, ein Tageszentrum mit Lernbegleitung, betreut Wohngemeinschaften für Kinder, und mit einem Streetwork-Programm mehrere Roma-Siedlungen.
2013 übergab P. Sporschill SJ die Verantwortung der Organisation an Pater Markus Inama SJ und Ulla Konrad. 2016 wurde in Wien das LenZ Lern- und Familienzentrum für benachteiligte Kinder, Jugendliche und Familien eröffnet. Ebenso wurde 2016 die Stiftung CONCORDIA Sozialprojekte Stiftung Deutschland in Deutschland und 2020 die Stiftung Concordia Sozialprojekte in der Schweiz gegründet. 2021 wurde das Sozialzentrum Tranzit in Prizren im Kosovo übernommen.
Im Jahr 2022 würdigte die weltweite katholische Friedensbewegung Pax Christi mit der Verleihung des diesjährigen Friedenspreis die Hilfe von CONCORDIA für Kinder und Familien in Osteuropa und ukrainische Geflüchtete in Moldau.

## Organisation
Concordia-Sozialprojekte ist eine internationale Organisation zur Unterstützung von benachteiligten Kindern, Jugendlichen und Familien. Dabei kommen vielseitige Programme, wie Kinderbetreuung, gemeinschaftsbezogene Interventionen, familienzentrierte soziale Arbeit, alternative Betreuung und Unterbringung von Kindern, (Aus)bildungs- und Beschäftigungsangebote und Nothilfe zur Anwendung.
Kinder und Jugendliche leben in familienähnlichen Wohngruppen oder Pflegefamilien bei Concordia. Immer wichtiger wird die Familienarbeit, die Betreuung und Beratung von Familien mit Problemen. Ein regelmäßiger Kontakt und der stetige Austausch sowie die Arbeit mit den biologischen Familien ist ein wichtiges Arbeitsfeld.
Der Vorstand der österreichischen Stiftung wird von Ulla Konrad, P. Markus Inama SJ, Thomas Birtel (Vorstandsvorsitzender) und Bernhard Drumel (Stand 2023) besetzt. Beiratsmitglieder sind Werner Kerschbaum (Vorsitzender), Christian Konrad, Erwin Hameseder, Andreas Brandstetter, Klaus Väthröder SJ, Brigitte Ederer, Josef Pröll, Stephan Zöchling, Andreas Gahleitner, Heidi Glück, Markus Mühleisen, Figen Webhofer.
Der Vorstand der deutschen Stiftung wird von Thomas Birtel (Vorstandsvorsitzender), Alexander Tesche, Ulla Konrad, P. Markus Inama SJ und Bernhard Drumel (Stand 2023) besetzt. Kuratoriumsmitglieder sind Werner Schneider (Vorsitzender), Antonia Rados, Veronika Brenninkmeyer, Christl Schwörer und Michael Grabner.
Der Vorstand der Schweizer Stiftung wird von Ulla Konrad (Präsidentin), P. Markus Inama SJ, Thomas Birtel, Bernhard Drumel und Ernst Inderbitzin (Stand 2023) besetzt.
In Österreich führt die Organisation das Spendengütesiegel. Aufsichtsbehörde der Schweizer Stiftung Sozialprojekte Concordia ist das EDI.
Bezüglich Mittelverwendung in Deutschland verpflichtet sich die Organisation zu den Grundsätzen der Sparsamkeit und Wirtschaftlichkeit im Bereich der gemeinnützigen Betätigung verpflichtet und unterwirft sich folgenden steuerlichen Erstellungs- und Prüfverfahren: Erstellung eines Jahresabschlusses p. a. durch einen in Deutschland zugelassenen Steuerberater unter Beachtung der deutschen steuerrechtlichen Rechnungslegungsvorschriften und den ergänzenden Bestimmungen der Satzung sowie gemeinnützigkeitsrechtlichen Anforderungen. Sowie der Prüfung zur Erlangung der Voraussetzungen zur Spendenabsetzbarkeit und Zuerkennung der Steuerbegünstigung (Freistellungsbescheid) als gemeinnützige Organisation durch die Finanzverwaltung nach den jeweils gültigen gesetzlichen Vorgaben.

## Ziele und Aktivitäten
Concordia-Sozialprojekte unterstützt Kinder, Jugendliche und Familien in Not auf dem Weg in ein selbst bestimmtes Leben. Die Organisation orientiert sich an den Zielvorgaben der UN-Kinderrechtskonvention (UNCRC) und an den Nachhaltigen Entwicklungszielen (Sustainable Development Goals = SDGs).
Kernaktivitäten von Concordia sind:
- Kinderbetreuung: Betreuung von Kindern in Pflegefamilien und in kleinen familienähnlichen Wohngruppen und Jugendwohngruppen. Sowohl Kinder als auch Pflegeeltern werden von einem multidisziplinären Team aus Psychologen, Lehrkräften und Sozialarbeitern betreut und erhalten regelmäßig Supervision. Wann immer es möglich und zum Wohle des Kindes ist, unterstützt Concordia aktiv die Wiedereingliederung der Kinder in ihre Herkunftsfamilien. Kinder erhalten auch nach ihrem Ausscheiden aus Betreuungsprogrammen weitere Fördermaßnahmen, damit sie ihre Fähigkeiten weiterentwickeln und ein unabhängiges Leben führen können.

- Gemeinschaftsbezogene Interventionen/Gemeinwesenarbeit: Eine Kombination von mobilen Teams, die Familien zuhause besuchen, unterstützen und Aktivitäten in den Gemeinschafts- und Sozialzentren durchführen. Es wird hauptsächlich mit marginalisierten Bevölkerungsgruppen gearbeitet, vorwiegend in ländlichen Gebieten und in Roma-Communities.

- Allgemeine und berufsbezogene Bildung: Täglicher Schulbesuch für Kinder und Jugendliche, Bereitstellung von Lernmaterialien, Kleidung und Nahrung. Unterstützung durch jemand aus der Familie oder der Community bei Hausübungen etc. CONCORDIA arbeitet auch mit Lehrkräften, Partnerorganisationen und Entscheidungsträgern zusammen, um sicherzustellen, dass Kinder und Jugendliche in der Schule ein respektvolles Miteinander erleben und ihre Fähigkeiten und Kompetenzen gestärkt und gefördert werden.

- Beschäftigung und Social Business: Jugendliche aus benachteiligten Familien und Randgruppen brauchen oft für die Entwicklung von beruflichen Qualifikationen bzw. zur Erhöhung der Chancen auf dem Arbeitsmarkt zusätzliche Förderung, wie etwa Jobcoaching oder Mentoring. Kooperationen mit dem Unternehmenssektor tragen zur Schaffung eines Fördersystems für junge Menschen bei und verschaffen ihnen Zugang zu geschützten Arbeitsplätzen (manchmal in Form eines Social Business). CONCORDIA informiert Arbeitgeber darüber, welche besonderen Bedürfnisse bzw. zusätzlichen Förderbedarf Jugendliche aus benachteiligten Gruppen haben, und wie wichtig besondere Anreize für die Integration dieser Jugendlichen auf dem Arbeitsmarkt sind.

- Empowerment: Kooperationen mit institutionellen Geldgebern (Europäischen Kommission in Rumänien und Bulgarien, ADA – Österreichische Entwicklungsagentur in der Republik Moldau). Für in Betreuungseinrichtungen aufgewachsene Jugendliche (sogenannte „Care Leavers“) scheint es schwieriger zu sein, ein sicheres Zuhause zu haben, einen guten Arbeitsplatz zu finden und positive Beziehungen zu führen als für Gleichaltrige, die bei ihren Familien leben. Aufbau eines Netzwerks für junge „Care Leavers“ in der Republik Moldau.

## Belege
1. ↑  Handelsregister: Neueintragung Stiftung Sozialprojekte Concordia, Zug. SHAB, abgerufen am 23. Juni 2021.
2. ↑  Transparenz; Spendengütesiegel
3. ↑  Wirkungsbericht 2020–2021 PDF (Memento des Originals vom 24. Juni 2021 im Internet Archive)  Info: Der Archivlink wurde automatisch eingesetzt und noch nicht geprüft. Bitte prüfe Original- und Archivlink gemäß Anleitung und entferne dann diesen Hinweis.
4. ↑  CONCORDIA Sozialprojekte Gemeinnützige Privatstiftung: Wirkungsbericht 2023/24. In: CONCORDIA Sozialprojekte Österreich. 2023, S. 28–33, abgerufen am 21. August 2024.
5. ↑  CONCORDIA SOZIALPROJEKTE auf www.spendeninfo.at
6. ↑  Die Geschichte von CONCORDIA Sozialprojekte. CONCORDIA Sozialprojekte, abgerufen am 11. Juli 2021.
7. ↑  Artikel in der APA zu Concordia-Sozialprojekte
8. ↑  admin: „Pax Christi-Friedenspreis“ für CONCORDIA Sozialprojekte |. Abgerufen am 9. März 2023 (deutsch).
9. ↑  CONCORDIA Sozialprojekte Österreich: Die Organisation von CONCORDIA Sozialprojekte Österreich. Abgerufen am 2. Juli 2021.
10. ↑  CONCORDIA Sozialprojekte Deutschland: Organisation CONCORDIA Sozialprojekte Deutschland. Abgerufen am 2. Juli 2021.
11. ↑  Concordia Sozialprojekte Schweiz: Organisation Concordia Sozialprojekte Schweiz. Abgerufen am 2. Juli 2021.
12. ↑  Spendengütesiegel; Transparenz & Qualität concordia.or.at
13. ↑  Handelsregistermutation. SHAB, abgerufen am 24. Juni 2021.
14. ↑  CONCORDIA Sozialprojekte Stiftung Deutschland: Transparenz & Qualität. Abgerufen am 11. August 2021.